# Vittorio Metz
Vittorio Metz (* 18. Juli 1904 in Rom; † 3. März 1984 ebenda) war ein italienischer Autor, Drehbuchautor und Humorist. Er war auch als Filmregisseur tätig.

## Leben
Metz schrieb als Humorist für den von ihm mit Giovanni Mosca gegründeten „Il Bertoldo“ und für „Marc'Aurelio“. Für Kindertheater schrieb er erste Bühnenwerke und war für den legendären „Corriere dei piccolo“ tätig. Mit Marcello Marchesi, den er bei seiner Zeitschriftenarbeit kennengelernt hatte, bildete er dann ab den 1950er Jahren ein produktives Duo, das große Erfolge mit seinen zahlreichen Revuen erzielen konnte – einige der Titel sind Attenti al martellane, Ghe pensi mi (mit Tino Scotti), I fanatici und Gli italiani sono fatti così (mit Gino Verde), aber auch für das Fernsehen arbeitete: 1955 erschien Ti conosco mascherina, dann La piazzetta; auch die Kinderserie Giovanna, la nonna del Corsaro Nero wurde positiv aufgenommen und lief zwischen 1961 und 1966 in drei Staffeln. Metz arbeitete für alle großen Bühnenstars seiner Zeit wie Ugo Tognazzi, Carlo Dapporto, Walter Chiari, Riccardo Billi und Alberto Talegalli.
Seit 1939 verfasste er auch Drehbücher für Filme; bis 1969 entstanden 116 Arbeiten. Häufig schrieb er erfolgreiche Filme für Totò, Alberto Sordi und die ihm von der Bühne bekannten Sordi und Chiari. 1951 und 1952 verantwortete er in Zusammenarbeit mit Marchesi auch einige Filme als Regisseur.
Sein Sohn Alessandro war hauptsächlich als Regieassistent tätig.

## Filmografie (Auswahl)
Drehbuch
- 1941: Prinzessin Aschenbrödel (Cenerentola e il signor Bonaventura)
- 1942: Il fanciullo del West
- 1949: Totò le Mokò
- 1951: Totò als Scheich (Totò sceicco)
- 1951: Io sono il Capataz
- 1957: Mein Allerwertester (Totò, Vittorio e la dottoressa)
- 1957: Susanna süß wie Sahne (Susanna tutta panna)
- 1958: Mia nonna poliziotto
- 1959: Kasernengeflüster (Un militare e mezzo)
- 1959: Pariser wider Willen (Totò a Parigi)
- 1960: Das Geheimnis der roten Maske (Il terrore della maschera rossa)
- 1960: Luxusweibchen (Femmine di lusso)
- 1960: Rendezvous in Ischia (Appuntamento ad Ischia)
- 1961: Auf Ihr Wohl, Herr Interpol (En pleine bagarre)
- 1961: Seine Exzellenz bleibt zum Essen (Sua eccellenza si fermo a mangiare)
- 1962: …mit Damenbedienung (Le massaggiatrici)
- 1963: Ein seltsamer Typ (Un strano tipo)
- 1964: Wir, die Trottel vom Geheimdienst (00-2 Agenti segretissimi)
- 1968: Drei ausgekochte Halunken (I tre che sconvolsero il West (Vado, vedo e sparo))
- 1968: I nipoti di Zorro
- 1969: Die Mühle der Jungfrauen (Yellow: Le cugine)

Regie
- 1951: Era lui… sì! sì!
- 1952: Noi due soli